# Pointe Bernache
Pointe Bernache est une île située à proximité de l'île d'Ambre près de la côte nord-est de l'île principale de la république de Maurice.